# Cụm tác chiến Courland
Cụm tác chiến Courland (tiếng Nga: Курляндская группа войск) là một tổ chức quân sự tác chiến chiến lược tạm thời của quân đội Liên Xô trong Chiến tranh Vệ quốc vĩ đại. Đây là tổ chức quân sự chiến lược được thành lập sau cùng trên chiến trường châu Âu của Hồng quân Liên Xô nhằm mục tiêu thanh toán những tàn quân Đức cuối cùng thuộc Cụm tập đoàn quân Kurland đang bị vây hãm ở bán đảo Courland.

## Lịch sử

### Bối cảnh
Mùa thu năm 1944, khi Hồng quân Liên Xô thực hiện hàng loạt các chiến dịch tiến công chiến lược, đẩy lùi quân Đức về hướng Tây. Đặc biệt, với Chiến dịch tấn công Memel, vào ngày 10 tháng 10 năm 1944, các đơn vị của Tập đoàn quân đoàn 51 (Liên Xô) đã tiến đến được biển Baltic ở phía bắc Palanga (hạt Klaipeda, Litva). Như vậy, lực lượng chủ lực Cụm Tập đoàn quân Bắc của Đức (gồm các tập đoàn quân 16 và 18) đã hoàn toàn bị cắt đứt khỏi liên kết trên bộ với Cụm Tập đoàn quân Trung tâm và bị dồn lên mỏm đất Kurland. Ở mặt phía Bắc, Hồng quân cũng tấn công quyết liệt và giải phóng hoàn toàn thành phố Riga vào ngày 15 tháng 10. Như vậy, "cái chảo Courland" đã hình thành với diện tích khoảng 15 nghìn km², có khoảng 250.000 binh sĩ và sĩ quan. Từ ngày 18 tháng 10 năm 1944, Hồng quân Liên Xô đã hình thành tuyến vây bọc "cái chảo Courland" dọc theo tuyến Tukums- Liepaja, với chiều dài lên tới 200 km.
Bộ Tư lệnh Tối cao Wehrmacht nhận định cụm quân ở Courland có thể giữ lại được một đầu cầu quan trọng để phản công.. Trên hướng biển, quân Đức vẫn chưa hoàn toàn bị phong tỏa, vẫn có thể liên lạc và tiếp vận với lực lượng chính tại Đức thông qua các cảng biển của Liepaja và Ventspils. Cụm quân Đức tại đây tổ chức thành 2 cụm tác chiến ở mặt Bắc và mặt Nam, được chỉ huy bởi một bộ chỉ huy chung do tướng Carl Hilpert làm Tư lệnh.
Cho đến cuối tháng 3 năm 1945, Hồng quân Liên Xô đã 6 lần mở các cuộc công kích nhằm thanh toán cụm quân Đức (từ 25 tháng 1 năm 1945 chính thức gọi là Cụm tập đoàn quân Kurland). Nhiều trận chiến ác liệt đã diễn ra, một số khu vực đã chuyển quyền kiểm soát nhiều lần giữa hai bên. Trước sự chống cự mãnh liệt của quân Đức, Hồng quân Liên Xô chỉ đẩy sâu chiến tuyến thêm vài km, một thành quả ít ỏi so với những thiệt hại của họ.

### Thành lập
Cuối tháng 3 năm 1945, chiến dịch Đông Phổ đã đi vào hồi kết với thắng lợi rõ ràng của quân Liên Xô. Tổng hành dinh của Liên Xô nhận định cụm quân Đức bị vây ở Courland đã mất hoàn toàn ý nghĩa về chiến lược nên chủ trương chỉ giữ một phần binh lực để vây hãm, dồn phần lớn binh lực xuống phía Nam để chuẩn bị tấn công vào chính nước Đức.
Vì vậy, ngày 1 tháng 4 năm 1945, Phương diện quân Pribaltic 2 được giải thể để thành lập Cụm tác chiến Courland trực thuộc Phương diện quân Leningrad. Cụm chỉ giữ nhiệm vụ vây bọc, cầm giữ quân Đức tại Courland, ngăn không có có khả năng can thiệp vào chiến cuộc cho đến khi quân Đức đầu hàng.
Đêm 8 tháng 5 năm 1945, trước các đại diện quân đội Đồng Minh Anh, Pháp, Mỹ, Nguyên soái Liên Xô Georgy Zhukov thay mặt phía Liên Xô chủ trì nghi lễ ký và tiếp nhận sự đầu hàng chính thức của Đức Quốc xã tại Berlin. Ngày 9 tháng 5, Cụm tác chiến Courland được giải thể, chuyển thuộc các đơn vị về Phương diện quân Leningrad. Ngày 10 tháng 5, cụm quân Đức cũng buông súng đầu hàng. Mặc dù vậy, vẫn có một vài nỗ lực thoát vây của một số đơn vị phòng thủ ở Courland. Các cuộc giao tranh lẻ tẻ vẫn tiếp tục diễn ra cho đến tận ngày 23 tháng 5 năm 1945, muộn hơn nhiều so với sự đầu hàng chính thức của Đức.

## Các chiến dịch đã tham gia
- Cái vạc của Courland - từ ngày 1 tháng 4 năm 1945 đến ngày 9 tháng 5 năm 1945
- Chiến dịch tấn công Courland - từ ngày 3 tháng 2 năm 1945 đến ngày 30 tháng 3 năm 1945

## Chỉ huy
- Tư lệnh: Nguyên soái Liên Xô Leonid Govorov
- Tham mưu trưởng: Thượng tướng Markian Popov

## Biên chế chủ lực
- Tập đoàn quân xung kích 1
- Tập đoàn quân xung kích 4
- Tập đoàn quân Cận vệ 6
- Tập đoàn quân Cận vệ 10
- Tập đoàn quân 42
- Tập đoàn quân 51
- Tập đoàn quân Không quân 15